# 欽ちゃんのシネマジャック
「欽ちゃんのシネマジャック」（きんちゃんのシネマジャック）は、1993年、1994年に東宝系にて上映された、日本のオムニバス短編映画集である。1993年に『第1回欽ちゃんのシネマジャック』が、1994年に『第2回欽ちゃんのシネマジャック』が公開された。

## 概要
製作総指揮の萩本欽一により、新しい興行方法が提案された。それは、「1本15分の短編映画を5本立て」「1本につき300円」「見たい本数分だけ自己申告制で払う」というシステムだった。1993年、ブルーリボン賞特別映画賞を受賞。興行としては不調に終わったが萩本の著書『「笑」ほど素敵な商売はない』によれば、最初から萩本も東宝もこの方法では興行的に成立しないことは承知済みで、東宝としては「欽ちゃんの夢に乗る」という形で採算面を深く問わない方針だったとある。
萩本が自ら総額2億円の製作費を用意し、1本4000万円で製作させている。上映時間15分は「1本の映画のテーマを伝えるのには15分で充分」という考えからだった。

## 第1回欽ちゃんのシネマジャック
1993年4月17日公開。「港」「なんかヘン?」「探偵〜ハーレム・ノクターン〜」「ドリーム・ライダー」「生きる ある臨死」の5本を適宜順序を変えて上映し、他に3分のおまけ「大激走」も併映した。その後、「元禄女太陽伝」「ダライラマの母」「きっと、来るさ」「女とおんな」の4作品も参加した。
「探偵〜ハーレム・ノクターン〜」
- 監督：黒沢直輔
- 脚本：阿久悠
- 出演：橋爪功
- 製作：プルミエ・インターナショナル

「ドリーム・ライダー」
- 監督：ジェームス・ボーグル
- 原案：ジェームス・ガッダス/デビッド・フィールズ
- 脚本：ジェームス・ボーグル/ジェームス・ガッダス
- 出演：ハロルド・ホプキンス/ジェームス・ブランデル

「港」
- 監督：萩本欽一
- 脚本：君塚良一
- 原作：吉岡たすく
- 音楽：都倉俊一
- 出演：渡哲也/田中美佐子/堀裕晶
- 製作：石原プロモーション

「生きる ある臨死」
- 監督：山本晋也
- 脚本：岩城未知男
- 出演：イッセー尾形/真木洋子/森川美沙緒/村越正輝/安部譲二
- 製作：マイルストーン

「なんかヘン?」
- 監督：萩本欽一
- 脚本：萩本欽一/植竹英次/大岩賞介
- 音楽：門司肇
- 出演：萩本欽一/佐野啓子/関山耕司/苅谷俊介
- 製作：萩本企画、石原プロモーション

「大激走」（3分）
- 監督：三宅恵介
- 脚本：萩本欽一/大岩賞介/植竹英次
- 出演：萩本欽一/関根勤

「元禄女太陽伝」
- 監督：渡辺寿
- 脚本：金子成人
- 音楽：溝口肇
- 出演：高橋ひとみ/大沢健/山口美和子
- 製作：ゆまにて、シネマ・パラダイス

「ダライラマの母」（5月22日公開）
- 監督・脚本：チェン・カン・チュン
- 出演：ユン・ピョウ/ジャクリーン・ロー

「きっと、来るさ」（10月8日公開）
- 監督・脚本：市川準
- 出演：萩本欽一/高泉淳子/白井晃
- 製作：ニュー・センチュリー・プロデューサーズ

「女とおんな」（10月8日公開、17分）
- 監督：スタンリー・クワン
- 出演：マギー・チャン/ジョセフィーヌ・シャオ
- 製作者:ジャッキー・チェン
- 製作：プルミエ・インターナショナル、成龍影業公司

## 第2回欽ちゃんのシネマジャック
1994年9月23日公開。おまけとして前回一般公募した新人監督による1分間映画も上映された。配給収入は6000万円。
「蛍の光」
- 監督：萩本欽一
- 脚本：萩本欽一/マキノノゾミ/君塚良一
- 音楽：鈴木清司
- 出演：渡哲也/宮沢りえ/仲代達矢/関根勤
- 製作：石原プロモーション

「やさしい嵐」
- 監督：萩本欽一
- 脚本：君塚良一
- 原作：安部譲二
- 出演：柳葉敏郎/大塚寧々/大沢樹生/高品格/見栄晴/東貴博/渡瀬恒彦
- 製作：石原プロモーション

「なんかヘン? PART2」
- 監督：萩本欽一
- 脚本：詩村博史、永井準、鈴木しゅんじ、鶴間政行
- 出演：萩本欽一/桃井かおり/中居正広
- 製作：石原プロモーション

「1分映画『新人監督 丹野マサシ』」
- 監督：丹野マサシ
- 出演：風見しんご/小日向文世/原田奈青/田村動/白砂幸子

「食べる ある愛のカタチ」
- 監督：山本晋也
- 脚本：岩城未知男
- 出演：三木のり平/かとうれいこ/丹波哲郎/なぎら健壱/富士眞奈美
- 製作：マイルストーン

「さだおばさん」
- 監督：さだまさし
- 原作：原田泰治
- 脚本：岩城未知男
- ナレーション：吉田日出子/さだまさし

「邦ちゃんの一家ランラン」（アニメーション）
- 監督：石黒昇
- 脚本：宮崎晃
- 音楽：大谷和夫
- 出演（声）：山田邦子/丸尾知子/牛山茂/土井美加/潘恵子
- 製作：日本アニメーション、萩本企画

## ビデオソフト
ビデオ化にあたっては、内容により「ゲラゲラ編」「ドタバタ編」「ほのぼの編」「ドキドキ編」の4巻に分けて収められている。ただし「ドリーム・ライダー」「ダライラマの母」「大激走」「さだおばさん」は収録されていない。また「おまけ「コント55号」ラーメン編」は劇場公開されていないビデオオリジナルの収録作品である。2021年現在、DVD化はされていない。
- ゲラゲラ編「なんかヘン?」「おまけ「1分映画」」「なんかヘン? PART2」「邦ちゃんの一家ランラン」
- ドタバタ編「生きる ある臨死」「食べる ある愛のカタチ」「元禄女太陽伝」
- ほのぼの編「港」「蛍の光」「やさしい嵐」
- ドキドキ編「探偵〜ハーレム・ノクターン〜」「女とおんな」「きっと、来るさ」「おまけ「コント55号」ラーメン編」